# Zhang Jingkun
Zhang Jingkun (chinesisch 張靜坤, Pinyin Zhāng Jìngkūn, * 7. März 1973 in Tianjin) ist eine chinesische Beachvolleyball- und Volleyballspielerin.

## Karriere Beach
Zhang Jingkun begann ihre Beach-Karriere 1997 beim Open-Turnier in Ōsaka an der Seite von Hong Ying Ding. Im folgenden Jahr bildete sie ein neues Duo mit Liu Chun Ying. Als beste Platzierungen auf der World Tour erreichte das Duo zwei 13. Plätze 1998 in Salvador da Bahia und 1999 in Dalian. Bei der Weltmeisterschaft 1999 in Marseille kamen die beiden Chinesinnen nicht über den 41. Platz hinaus. Beim letzten Open-Turnier des Jahres, wiederum in Salvador da Bahia, trat Zhang Jingkun erstmals mit Tian Jia an. Im Jahr 2000 trat das neue Duo unter anderem beim Grand Slam in Chicago an. Danach gab es Top-Ten-Platzierungen bei den Open-Turnieren in Berlin (Neunter) und Dalian (Siebter). Der größte Erfolg war die Qualifikation für die Olympischen Spiele in Sydney. Dort unterlagen die Chinesinnen in der ersten Runde dem deutschen Duo Schmidt / Staub; in der anschließenden Verliererrunde schieden sie gegen das kubanische Team Larrea / Fernández aus. 2001 spielte Zhang Jingkun wieder mit Liu Chun Ying. Das beste Ergebnis war ein neunter Rang bei den Maoming Open.

## Karriere Halle
Zhang Jingkun spielte unter anderem von 2000 bis 2002 beim deutschen Bundesligisten Volley Cats Berlin. Hier war die Libera auch in den Ranglisten des deutschen Volleyballs vertreten.